# Martos
Martos là một đô thị trong tỉnh Jaén, Tây Ban Nha.